# Pamela Austin
Pamela Austin (* 20. Dezember 1941 in Omaha, Nebraska als Pamela Joan Akert) ist eine US-amerikanische Schauspielerin.

## Leben
Pamela Austin wurde 1941 in Omaha, im US-Bundesstaat Nebraska geboren.
Sie verbrachte einen Teil ihrer Kindheit in Europa, da ihr Vater dort Dienst bei der Air Force leistete. Austin studierte Tanzen am Sacramento State College und fand nach ihrer Ankunft in Hollywood Arbeit bei Tony Martins Nachtclub-Act. Von Beginn der 1960er Jahre bis zuletzt 1988 war sie mehr als 30 Film- und Fernsehproduktionen zu sehen.
Austin heiratete Charles W. Britt am 27. Oktober 1963 in Santa Clara, Kalifornien; sie hatten ein Kind, einen Sohn, Beau C. Britt (* 17. Juni 1964). Austin und Britt ließen sich später im selben Jahr scheiden. In zweiter Ehe heiratete sie am 17. Juli 1965 Guy Franklin McElwaine, einen Hollywood-Presseagenten, der später Studiochef wurde. Das Paar ließ sich im Juni 1967 scheiden. Am 9. Januar 1974 heiratete sie Leopold S. Wyler in Los Angeles, der am 18. November 2019 starb.

## Filmografie (Auswahl)
- 1961: Blaues Hawaii (Blue Hawaii)
- 1962: Bronco (Fernsehserie, 2 Folgen)
- 1962: Abenteuer in Rom (Rome Adventure)
- 1962: Hawaiian Eye (Fernsehserie, Folge 3x39)
- 1962, 1963: 77 Sunset Strip (Fernsehserie, 2 Folgen)
- 1963: Tu das nicht, Angelika (Critic’s Choice)
- 1963: Frauen, die nicht lieben dürfen (The Caretakers)
- 1963: Hootenanny Hoot
- 1963–1965: Meine drei Söhne (My Three Sons, Fernsehserie, 3 Folgen)
- 1963, 1966: Die Leute von der Shiloh Ranch (The Virginian, Fernsehserie, 2 Folgen)
- 1964: Auf der Flucht (The Fugitive, Fernsehserie, Folge 1x17)
- 1964: Twilight Zone (The Twilight Zone, Fernsehserie, Folge 5x17)
- 1964: Die Wilden Weiber von Tennessee (Kissin’ Cousins)
- 1966: Verrückter wilder Westen (The Wild Wild West, Fernsehserie, Folge 1x20)
- 1967: Die tollen Abenteuer der schönen Pauline (The Perils of Pauline)
- 1968: Ihr Auftritt, Al Mundy (It Takes a Thief, Fernsehserie, 2 Folgen)
- 1969: Wo die Liebe hinfällt (Love, American Style, Fernsehserie, Folge 1x03)
- 1972: Columbo: Ein Denkmal für die Ewigkeit (Blueprint for Murder, Fernsehreihe)
- 1972: Evil Roy Slade (Fernsehfilm)
- 1979: Das Geheimnis der Agatha Christie (Agatha)
- 1980: Nearly a Happy Ending (Fernsehfilm)
- 1985: No Surrender
- 1988: The Dressmaker